# 1990 في إيطاليا
فيما يلي قوائم الأحداث التي وقعت خلال عام 1990 في إيطاليا.

## سياسة

### تعيين في المنصب
- 18 أبريل – دومينيكو مودونيو عضو مجلس الشيوخ الإيطالي.

### انتهاء فترة المنصب
- 24 فبراير – ساندرو برتيني عضو مجلس الشيوخ مدى الحياة.
- 19 أبريل – دومينيكو مودونيو عضو مجلس النواب في الجمهورية الإيطالية.
- 27 يوليو – سيرجيو ماتاريلا Italian Minister of Education, Universities and Research ‏.

## رياضة
- 1 يناير – كأس العالم لكرة القدم 1990 الفائز منتخب ألمانيا لكرة القدم.

## أفلام
من الأفلام التي صدرت هذه السنة في إيطاليا:
- 1 يناير – الجميع بخير من إخراج جيوزبي تورنتوري.
- 1 يناير – السماء الواقية من إخراج برناردو برتولوتشي.
- 1 يناير – تمبو دي أكيدر من إخراج جوليانو مونتالدو.
- 1 يناير – راغاتسي فيوري من إخراج Marco Risi [الإنجليزية]‏.
- 1 يناير – عصفور السطح من إخراج فريد بوغدير.

## مواليد

### يناير
- 4 يناير – ألبيرتو بالوسكي لاعب كرة قدم إيطالي.
- 13 يناير – فينتشينزو فيوريلو لاعب كرة قدم إيطالي.

### فبراير
- 5 فبراير – جوليو دوناتي لاعب كرة قدم إيطالي.
- 18 فبراير – لوكا كامباني لاعب كرة سلة إيطالي.
- 20 فبراير – تشيرو إيموبيلي لاعب كرة قدم إيطالي.
- 23 فبراير – لورنزو الباروني متسابق دراجات نارية إيطالي.

### مارس
- 28 مارس – لوكا ماروني لاعب كرة قدم إيطالي.
- 29 مارس – فابيو فلين درّاج طريق إيطالي.

### أبريل
- 16 أبريل – ريجي جاكسون لاعب كرة سلة من الولايات المتحدة الأمريكية.
- 23 أبريل – كريستينا كيريلي لاعبة كرة قدم إيطالية.

### مايو
- 10 مايو – دينو لومباردي متسابق دراجات نارية إيطالي.
- 17 مايو – سوني كولبريلي درّاج طريق إيطالي.
- 30 مايو – أليساندرو جيانيسي لاعب كرة مضرب إيطالي.

### يوليو
- 3 يوليو – فابيو آرو درّاج طريق إيطالي.
- 7 يوليو – أنتونيو دوناروما لاعب كرة قدم إيطالي.
- 10 يوليو – ايلينا رانغالدير
- 18 يوليو – كلوديا جيوفين لاعبة كرة مضرب إيطالية.
- 28 يوليو – ديفيد كورنوه لاعب كرة سلة إيطالي.
- 31 يوليو – دييغو فابريني لاعب كرة قدم إيطالي.

### أغسطس
- 4 أغسطس – ريكاردو بيربيتويني لاعب كرة قدم إيطالي.

### سبتمبر
- 5 سبتمبر – فرانشيسكا سيجاريلي لاعبة كرة مضرب من جمهورية الدومينيكان.

### أكتوبر
- 24 أكتوبر – دانيلو بيتروتشي متسابق دراجات نارية إيطالي.

### نوفمبر
- 6 نوفمبر – فالنتينا نابي
- 10 نوفمبر – فانيسا فيراري لاعبة جمباز فني إيطالية.

### ديسمبر
- 11 ديسمبر – أليس باريزي لاعبة كرة قدم إيطالية.
- 14 ديسمبر – دافيدي باسكولو لاعب كرة سلة إيطالي.
- 25 ديسمبر – مورينو موزر درّاج طريق إيطالي.

## وفيات

### يناير
- 22 يناير – ماريانو رومور (مواليد 1915) سياسي إيطالي.

### فبراير
- 24 فبراير – ساندرو برتيني (مواليد 1896)

### مارس
- 28 مارس – جينو كابيللو (مواليد 1920) لاعب كرة قدم إيطالي.

### أبريل
- 13 أبريل – لويس ترينكر (مواليد 1892)
- 17 أبريل – أنجيلو سكيافيو (مواليد 1905) لاعب كرة قدم إيطالي.
- 30 أبريل – ماريو بيتزيولو (مواليد 1909) لاعب كرة قدم إيطالي.

### مايو
- 8 مايو – لويجي نونو (مواليد 1924) ملحن إيطالي.

### يوليو
- 24 يوليو – باسكوالي فورنارا (مواليد 1925) درّاج طريق إيطالي.

### أغسطس
- 23 أغسطس – أوميرو توجنون (مواليد 1924) لاعب ومدرب كرة قدم إيطالي.

### سبتمبر
- 26 سبتمبر – ألبيرتو مورافيا (مواليد 1907)

### أكتوبر
- 7 أكتوبر – كيارا بادانو (مواليد 1971)

### ديسمبر
- 12 ديسمبر – جيورجيو غيزي (مواليد 1930) لاعب كرة قدم إيطالي.